# Shlomo Raskin

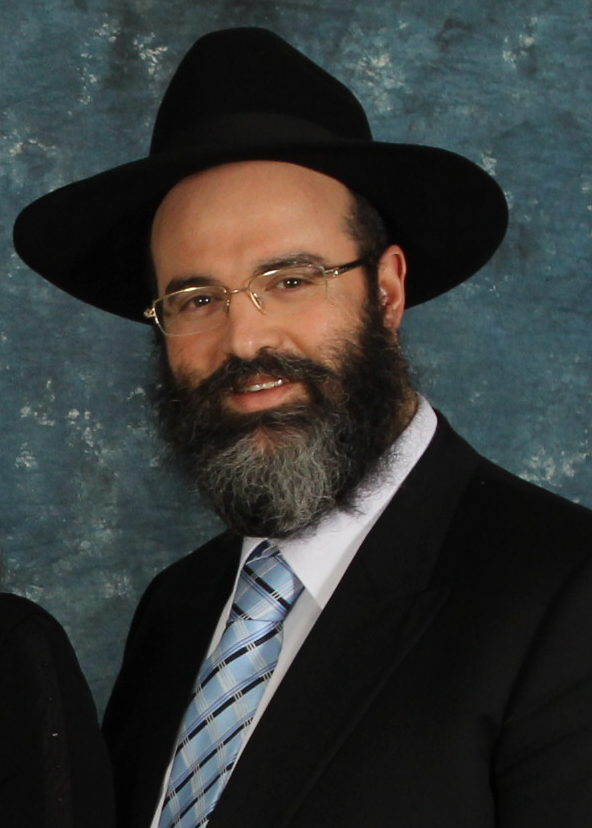
Shlomo Raskin

Shlomo Raskin (* 13. September 1971 in Kirjat Mal’achi, Israel) ist ein Rabbiner, Seelsorger und Schriftsteller in Frankfurt am Main.

## Leben
Raskin stammt aus einer Familie osteuropäischer chassidischer Juden. Nach seinem Schulabschluss ging er nach New York, wo er als Schüler von Menachem Mendel Schneerson in Brooklyn studierte. Nach seiner Semicha am internationalen Chabad-Lubawitsch Zentrum in Crown Heights wurde er nach Sydney gesandt, um dort zwei Jahre als Rabbiner zu wirken. Nach seiner Hochzeit im Jahre 1993 lebte er einige Jahre in Israel und beendete dort seine Ausbildung beim ehemaligen sephardischen Großrabbiner Israels Mordechai Elijahu.
Im Jahr 1996 zog Raskin mit seiner Familie nach Frankfurt am Main, um in der Jüdischen Gemeinde Frankfurt zu arbeiten. Er wirkt seitdem als Rabbiner und Seelsorger des jüdischen Altenzentrums der jüdischen Gemeinde Frankfurt.
Er ist Dozent für Judentum und jüdische Praxis im ganzen deutschsprachigen Raum und auch in Israel. Seit Mitte 2015 arbeitet er als Lehrer der Gymnasial-Schüler in der Religionsschule „Jeschurun“. Daneben betreibt er den Youtube-Kanal Thora Frankfurt Yerushalayim.
Von 2004 bis 2010 schrieb Shlomo Raskin sein erstes Buch in Hebräischer und Portugiesischer Sprache mit dem Titel Kivrei Zaddikim be Aschkenaz (übersetzt: Die Gräber der Gerechten in Deutschland) – eine Biographie über die größten Rabbiner, die in Deutschland lebten oder begraben sind, darunter Raschi, Samson Raphael Hirsch und der Baal Schem von Michelstadt.
2015 erschien sein Buch Viel habe ich von meinen Lehrern gelernt und noch mehr von meinen Schülern im Weissbooks.w-Verlag. Kurz darauf erschien ein Interview in der Frankfurter Neue Presse, und im Börsenblatt des deutschen Buchhandels.

## Schriften
- Viel habe ich von meinen Lehrern gelernt und noch mehr von meinen Schülern. Wegweisungen eines Rabbi, herausgegeben von Susi Ajnwojner. Weissbooks.w, Frankfurt am Main 2015, ISBN 978-3-86337-033-6.
- Túmulo dos Justos na Alemanha, N/C Sao Paulo, 2013, ISBN 978-85-67053-00-4.